# 허주
허주(許周, 1359년 ~ 1440년)는 고려 말 조선 초의 문신이다. 본관은 하양(河陽). 자는 백방(伯方)·백공(伯公)이다. 할아버지는 도관정랑(都官正郎) 허윤창(許允昌)이고, 아버지는 판도판서(版圖判書) 허귀룡(許貴龍)이며, 어머니는 통례부사(通禮副使) 이길(李吉)의 딸이다.

## 생애
고려 말 문과에 급제해 전법정랑(典法正郎)에 오르고, 1385년(우왕 11) 지양주사(知襄州事)로 왜구의 침입에 대비해 성을 쌓았다. 1388년 지안성군사·장령을 거쳐, 1390년 공부총랑(工部摠郎)·경기우도염문계정사(京畿右道廉問計定使)로서 이성계(李成桂) 일파의 전제개혁에 참가하였다.
1392년 조선이 개국되자 내부경(內府卿)에 임명되었는데, 그의 인척들이 고위 관직을 점유함으로써 조선의 거족으로 군림하게 되었다.
1397년(태조 6) 사헌중승(司憲中丞)을 겸직하고, 그 해에 노비변정도감도청사가 되어 노비 소유에 대한 소송 사건을 공정하게 처리하였다.
1399년(정종 1) 노비변정도감이 폐지되자, 판사수감사(判司水監事)·지형조사(知刑曹事)를 역임하였다.
1401년(태종 1) 판전농시사(判典農寺事)로서 경상도안렴출척사(慶尙道按廉黜陟事)가 되었으나, 새로 개간된 토지 상황을 잘 파악하지 못해 이듬해 양주에 유배되었다.
1405년 형조참의를 거쳐, 이듬해 호조좌참의 판홍주사가 되었다가 병으로 사임하였다. 그러다가 1409년 전라도관찰사, 이듬해 참지의정부사·한성부윤·경기도관찰사 등을 지낸 뒤 병으로 사직하였다.
1416년 개성유후사유후로 복직되고, 1418년(세종 즉위년) 판한성부사로 재직 중 다시 병으로 사퇴하였다. 시문에 뛰어났으며, 성품이 강직해 공사를 분명하게 처리하였다. 또한 가법(家法)이 엄격해 사당의 모든 행사를 주자가례(朱子家禮)에 좇아 행하였다. 시호는 간숙(簡肅)이다.

## 가족 관계
- 조부: 허윤창(許允昌)
- 아버지: 허귀룡(許貴龍)
- 어머니: 흥양 이씨(興陽李氏), 이길(李吉)의 딸
  - 동생: 허조(許稠)
  - 동생: 허척(許倜)
  - 여동생: 조안평(趙安平)에게 출가
  - 부인: 합천 이씨(陜川李氏), 이원상(李元樀)의 딸
    - 아들: 허성(許誠)
    - 딸: 권순(權循)에 출가